# 野田誠
野田 誠（のだ まこと、1971年8月20日 - ）は、地方競馬の福山競馬場・堀部重昭厩舎に所属していた元騎手である。勝負服の柄は紫、胴黄縦縞、袖黄一本輪。広島県出身、血液型A型。

## 来歴
1992年3月31日付けで地方競馬騎手免許を取得。同年4月25日第2回福山競馬1日目第10競走アラブ系C2一組条件戦アサマダイリンで初騎乗（9頭立て6番人気3着）。同年5月5日第2回福山競馬6日目第1競走アラブ系4歳十一組条件戦をクリトモエで優勝（8頭立て3番人気）し、初勝利。
1993年8月8日第8回全日本新人王争覇戦出場（10人中7位）。
1994年5月1日マカオで行われた第2回マカオ国際見習騎手招待競走に地方競馬代表として招待され2鞍騎乗し5着・4着、また一般レースにも騎乗し8着・5着・8着・2着であった。
1999年地方競馬通算500勝達成。
2007年7月16日第6回福山競馬4日目第2競走サラブレッド系2歳2組条件戦をバクシンスターで優勝（8頭立て1番人気）し、9125戦目で地方競馬通算1000勝達成。
2010年4月25日第1回福山競馬6日目第9競走おぼろ月特別（B2）をバクシンオーで優勝（8頭立て1番人気）し、地方競馬通算1200勝達成。
2011年6月から半年間の予定でソウル競馬場で期間限定騎乗を行うことが発表され、6月18日から12月18日まで騎乗を行った。韓国での通算成績は277戦6勝・2着14回・3着15回。
2013年3月、福山競馬場の廃止に伴い引退。
地方通算成績は11649戦1299勝・2着1309回・3着1331回・勝率11.2%・連対率22.4%だった。

## 主な騎乗馬
- ダンディズム（1996年キングカップ、鞆の浦賞、アラブ王冠）
- ホクトファイター（1997年アラブ王冠）
- エイコウライン（1999年新春賞）
- パッピーケイオー（2001年福山マイラーズカップ）
- ユタカリュウオウ（2002年ヤングチャンピオン）
- ホマレエリート（2002年、2003年金杯）
- ユタカマンタロウ（2003年ヤングチャンピオン）
- ワシュウジョージ（2004年金杯）
- ユノマリアージュ（2006年クイーンカップ）
- バクシンオー（2006年キングカップ、福山ダービー、アラブ王冠、2007年福山大賞典、2008年福山アラブマイラーズ）
- コスモハードリカー（2008年福山マイラーズカップ）
- ナムラベンケイ（2009年福山菊花賞）
- ムツミマックス（2010年ヤングチャンピオン、2011年若駒賞）